# 대구간송미술관
대구간송미술관은 대한민국 대구광역시에 위치한 미술관으로 2024년 개관했다. 

## 과거 및 현재 소장품

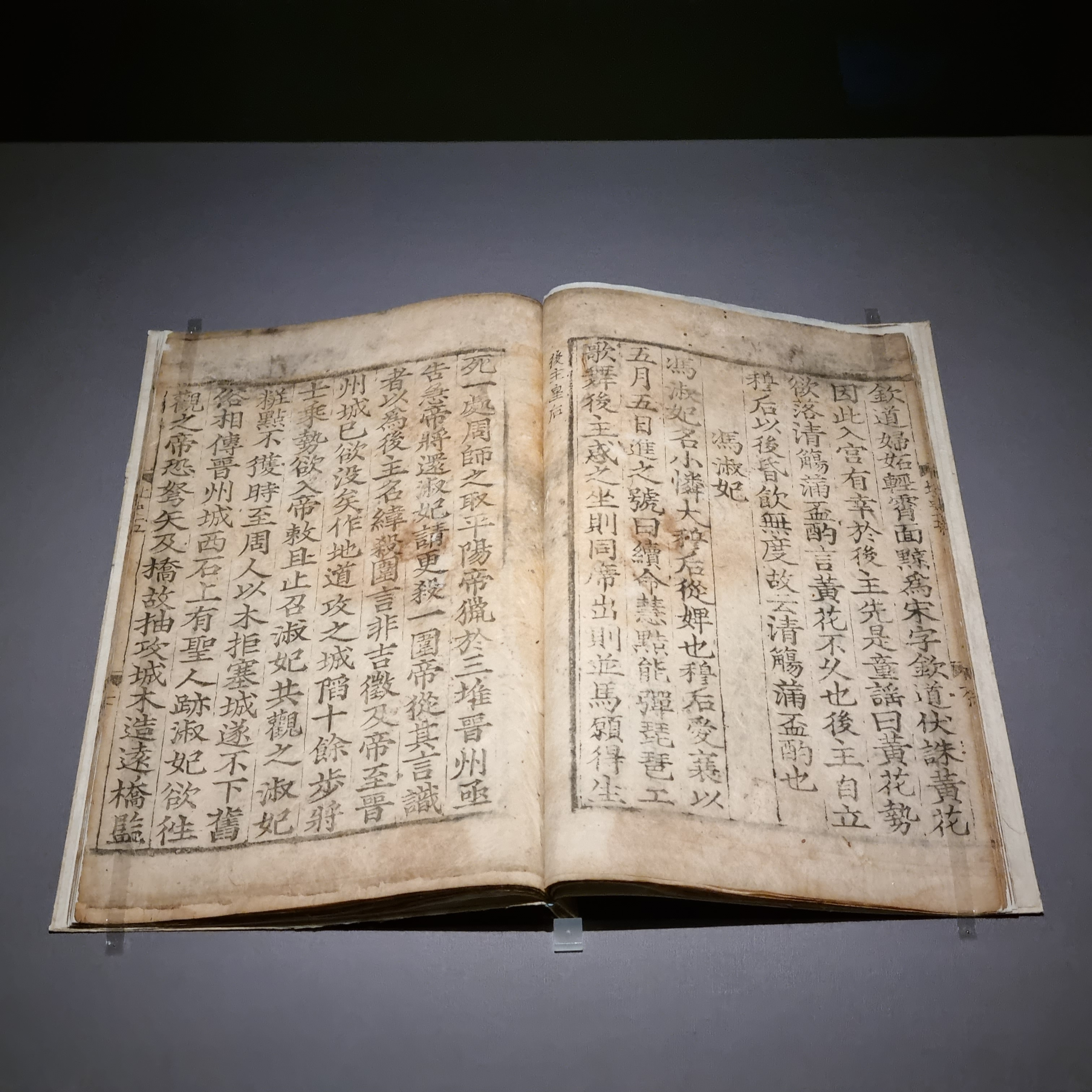
동래선생교정북사상절

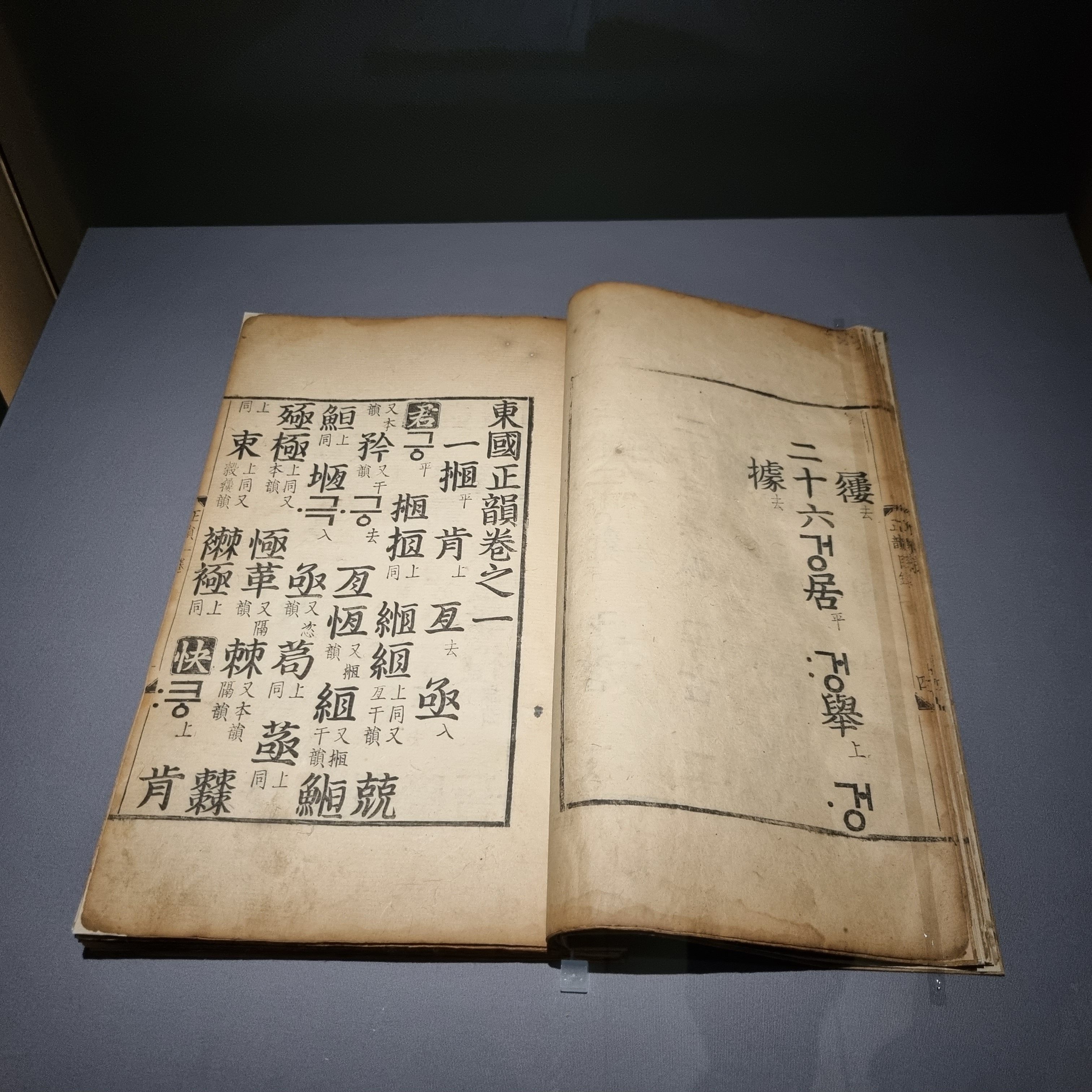
동국정운

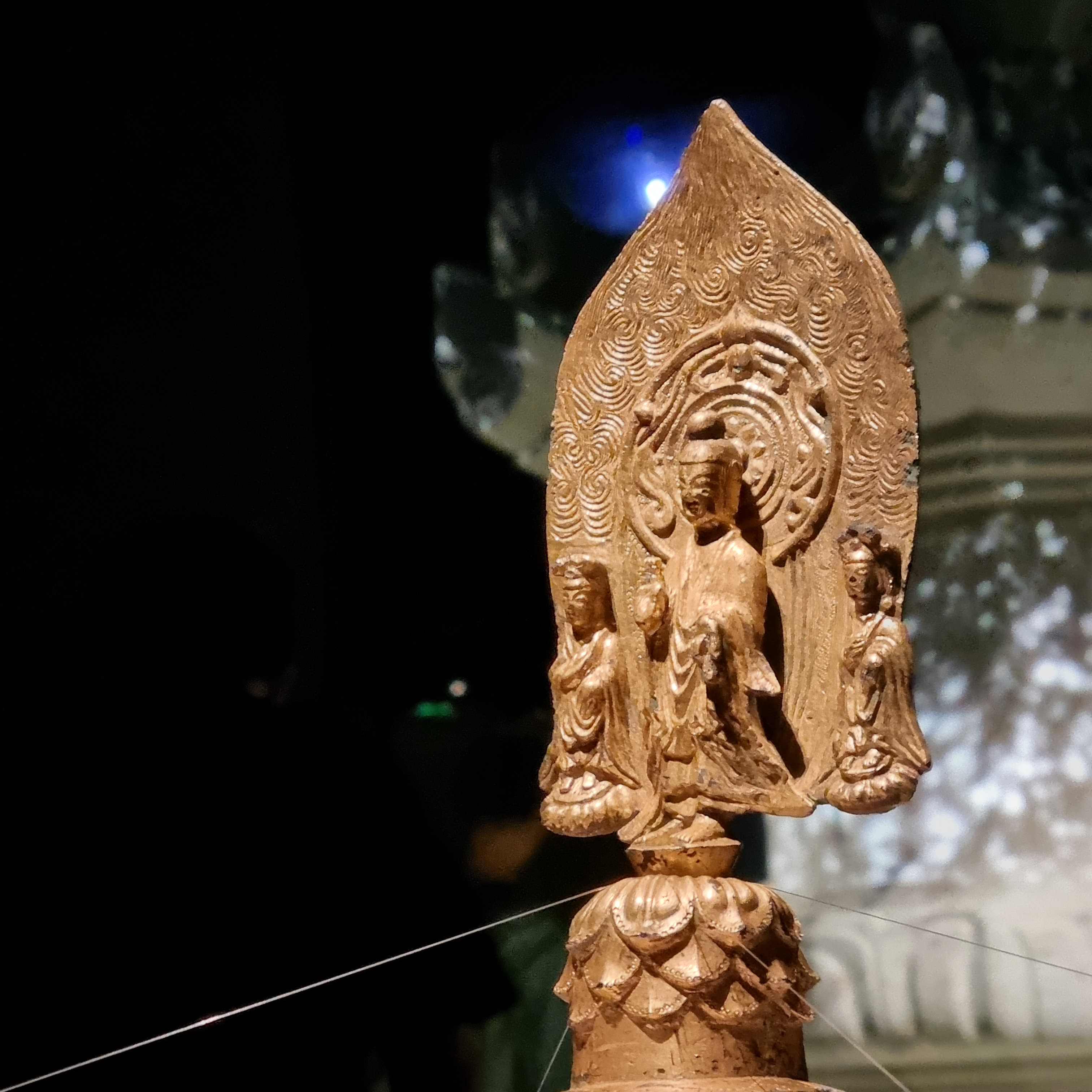
계미명금동삼존불입상

추사 김정희의 서예
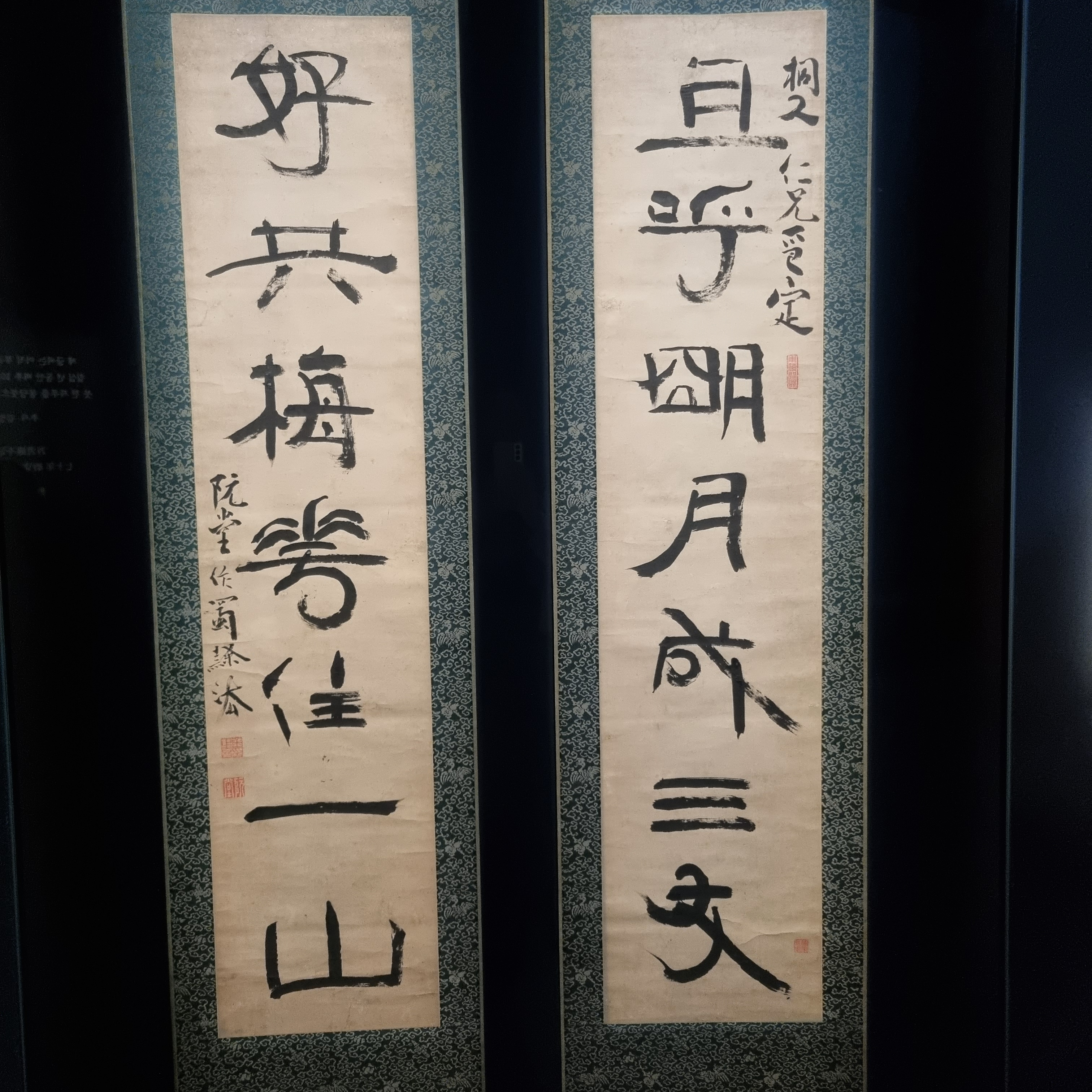
차호호공
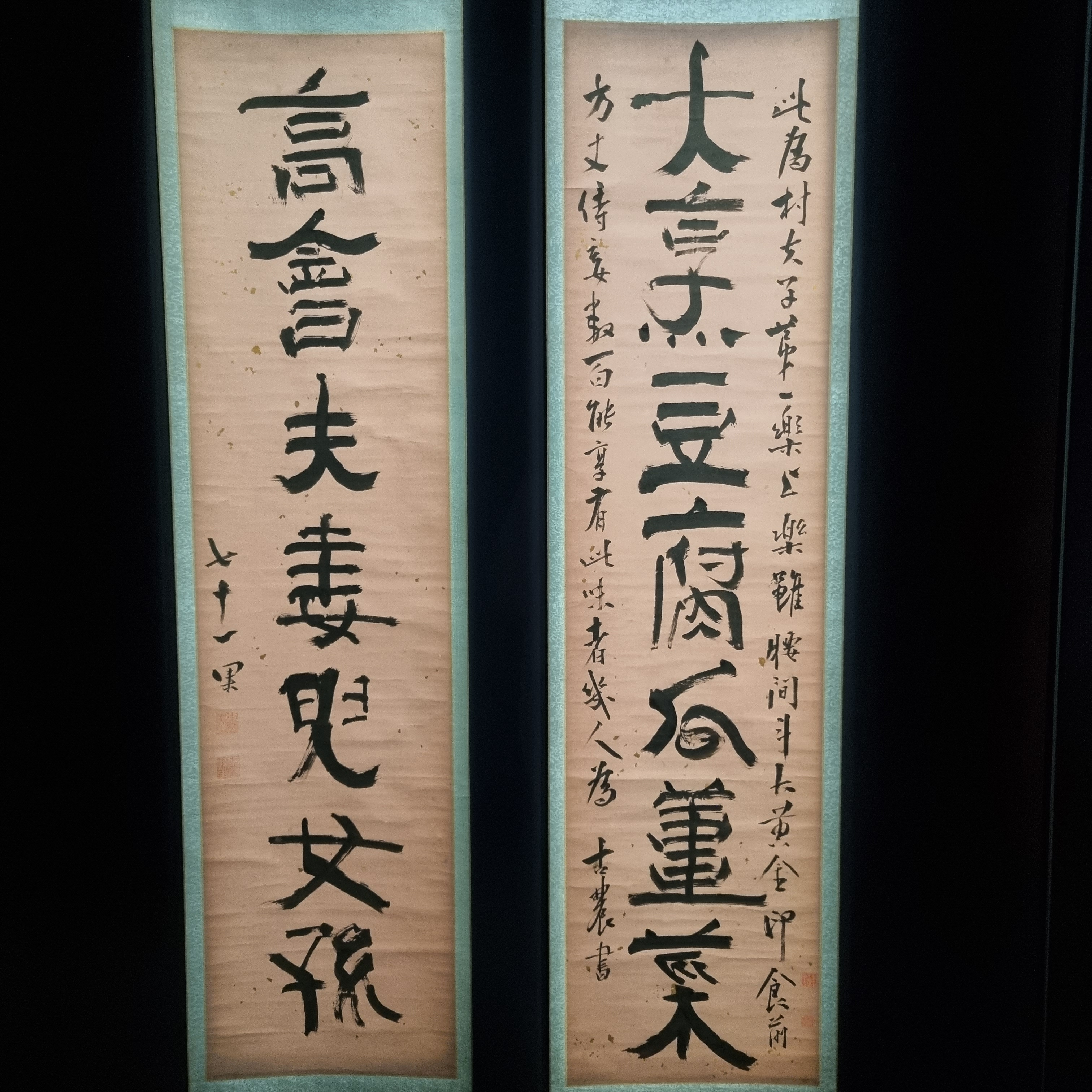
대팽고회
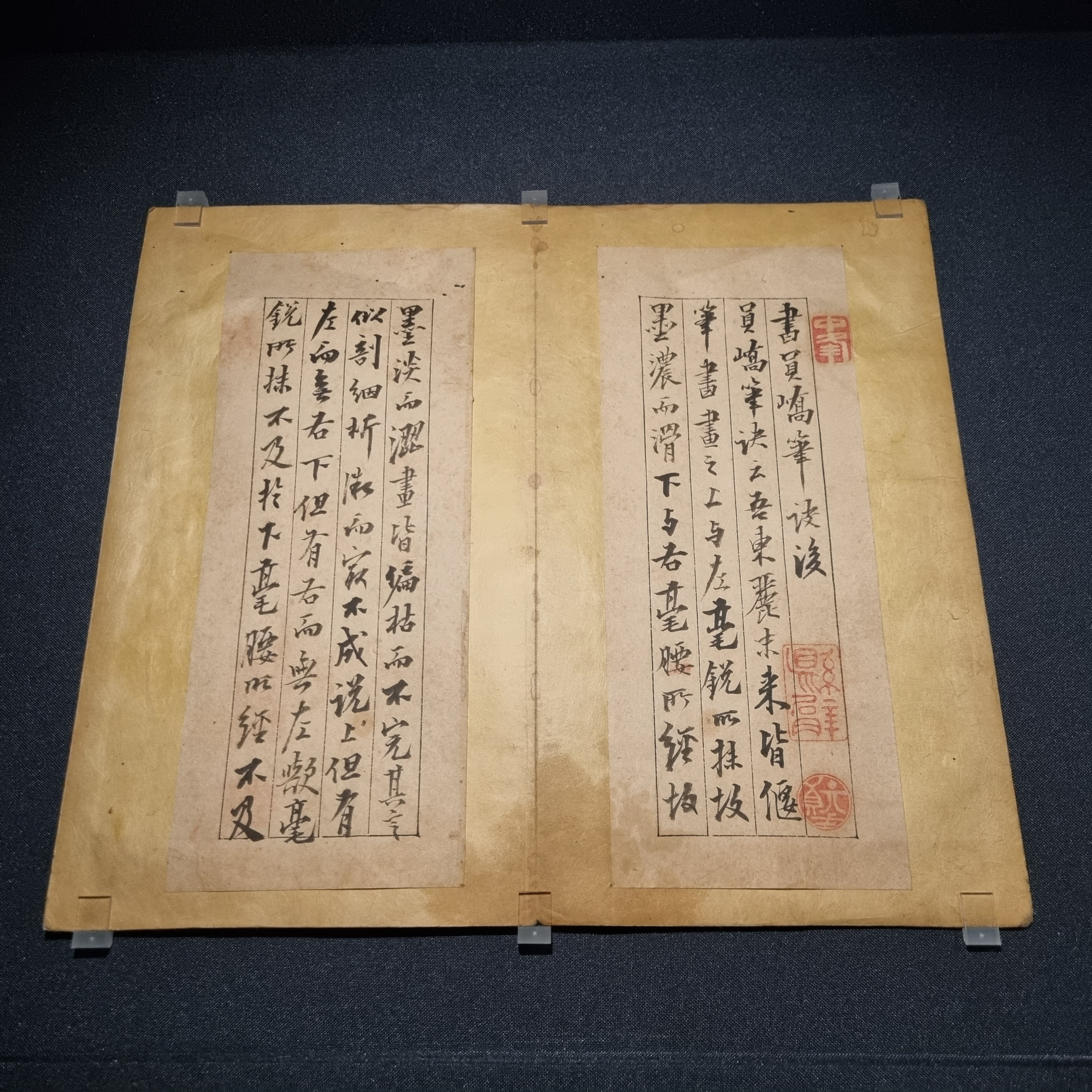
서원교필결후

긍재전신첩
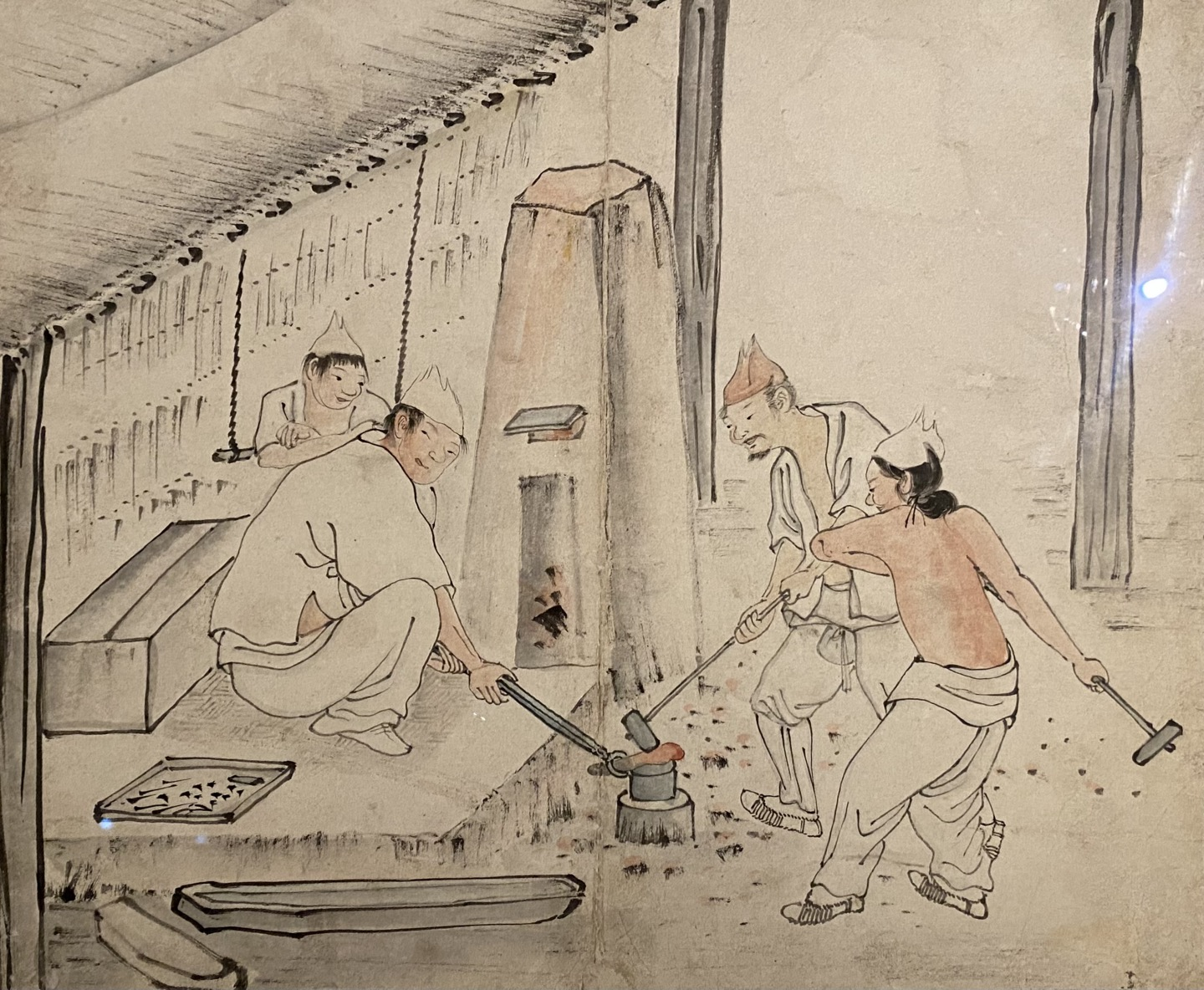
야장단련
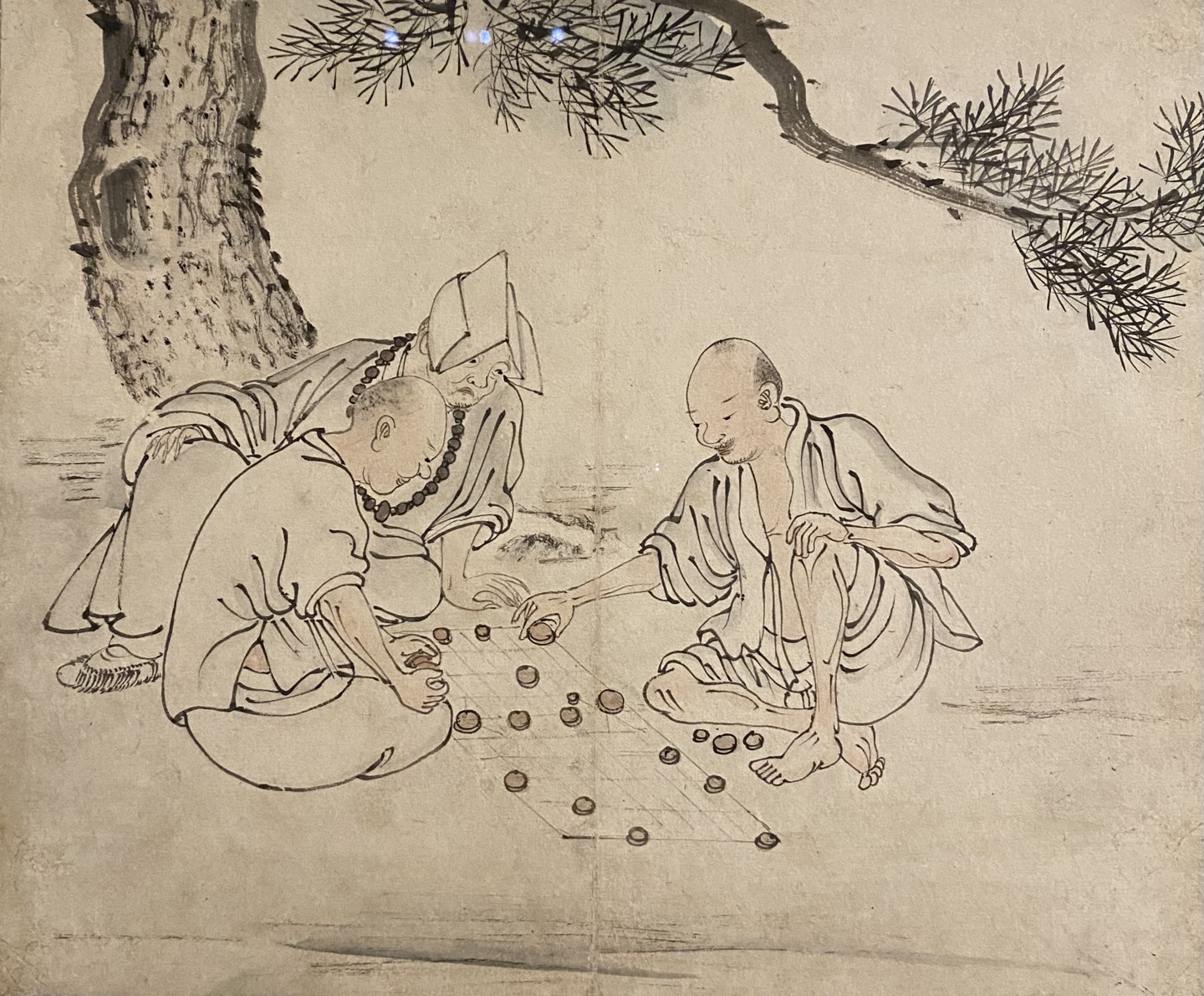
송화기승
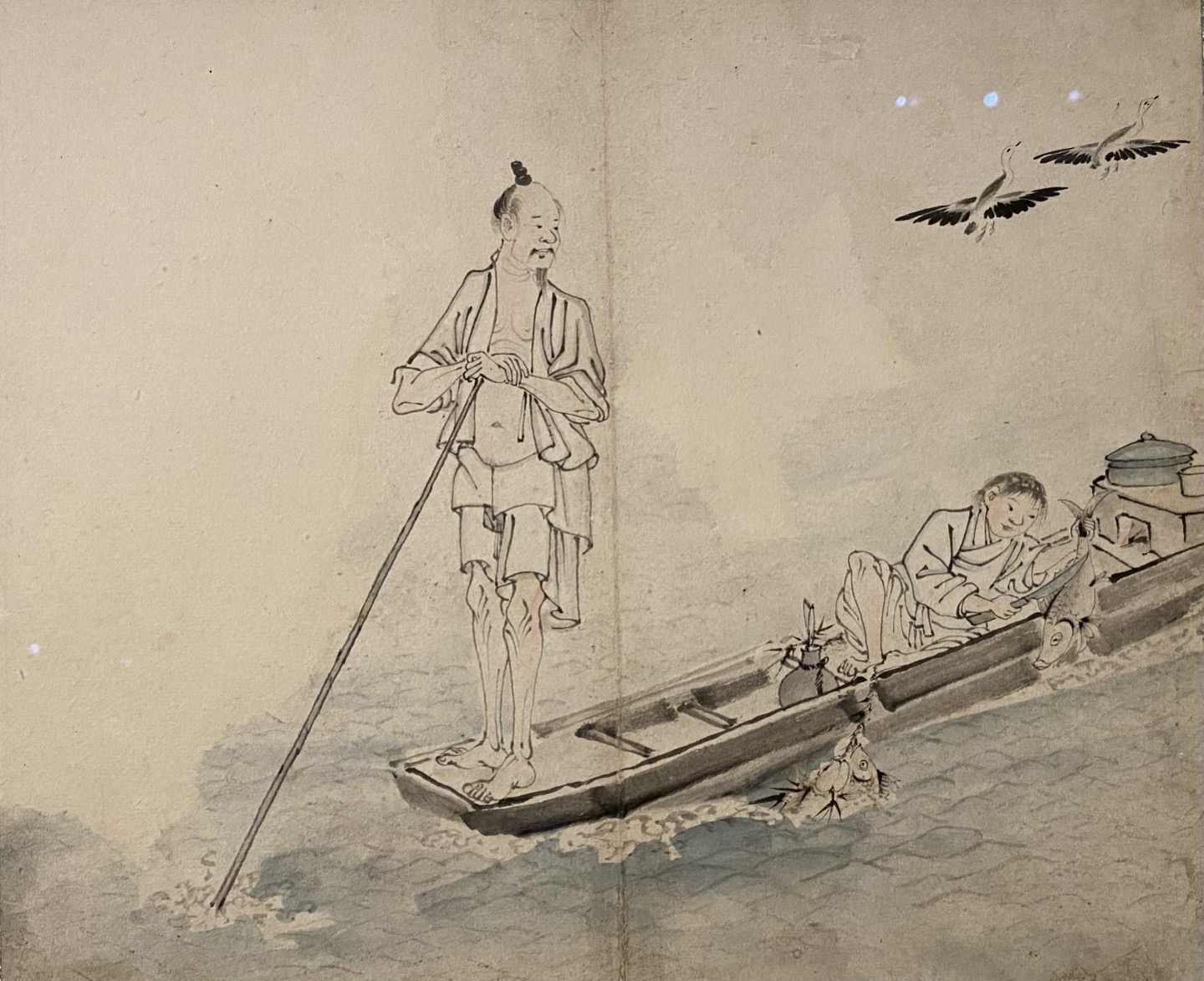
주중가효
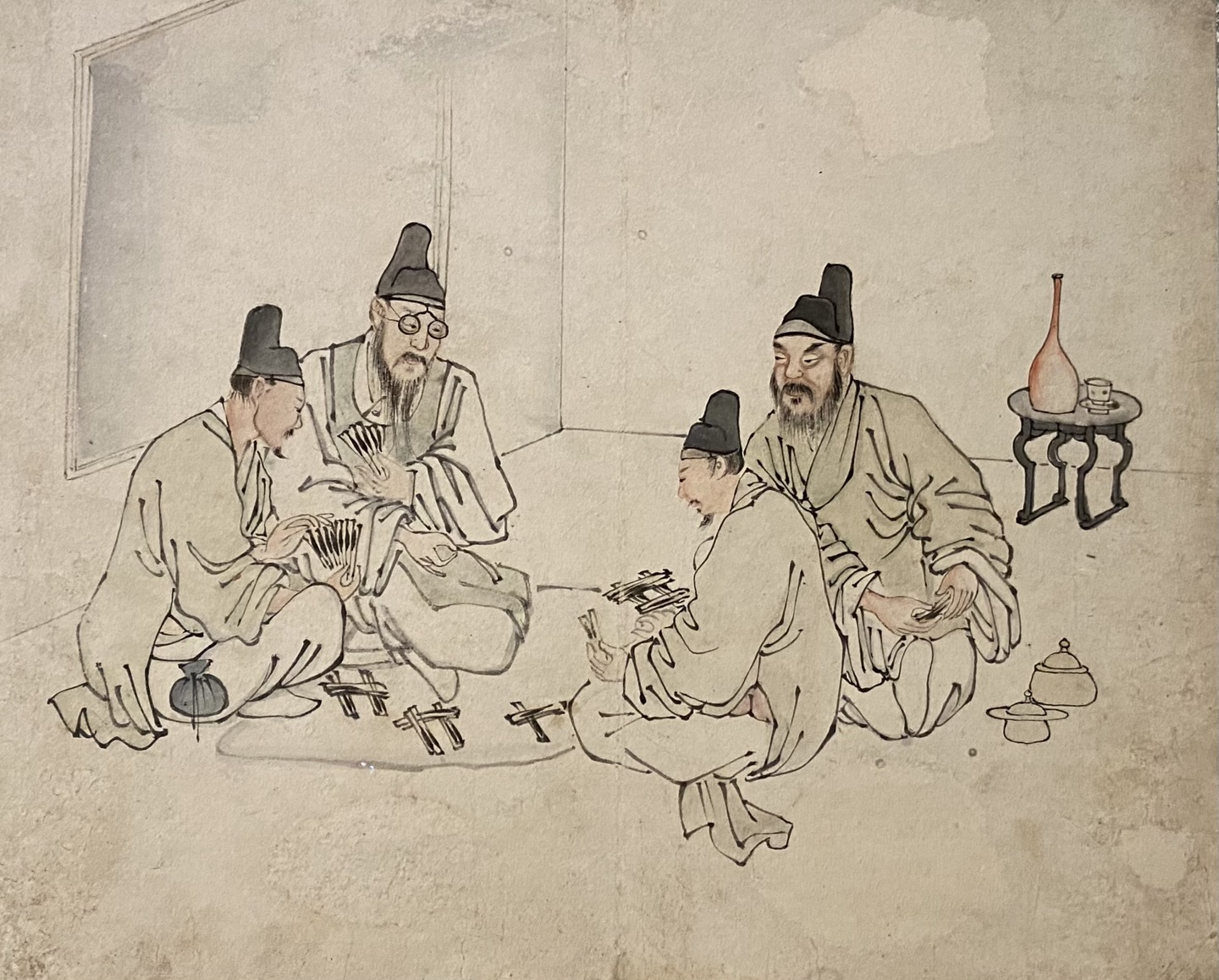
밀희투전
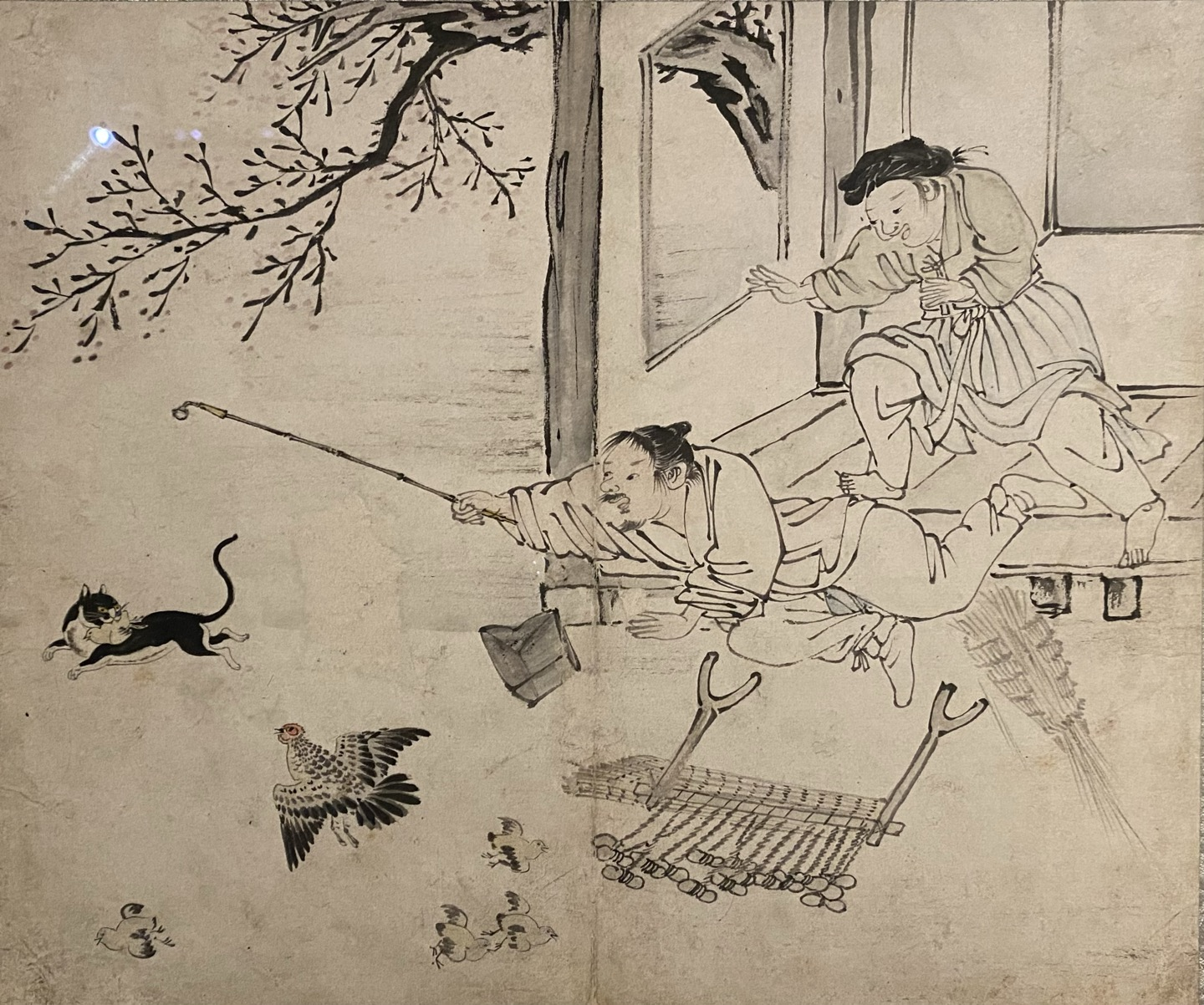
야묘도추
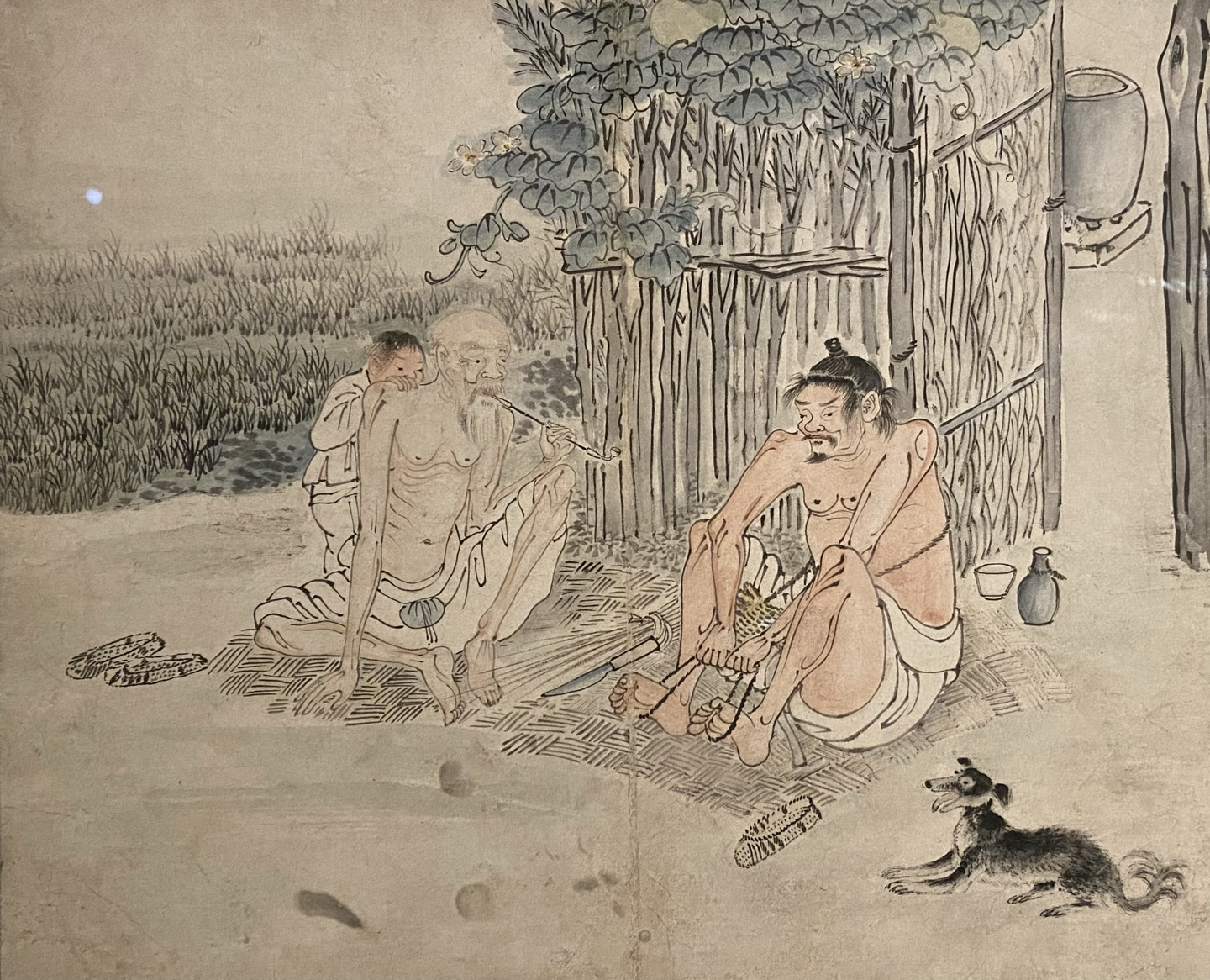
성하직구

도예품
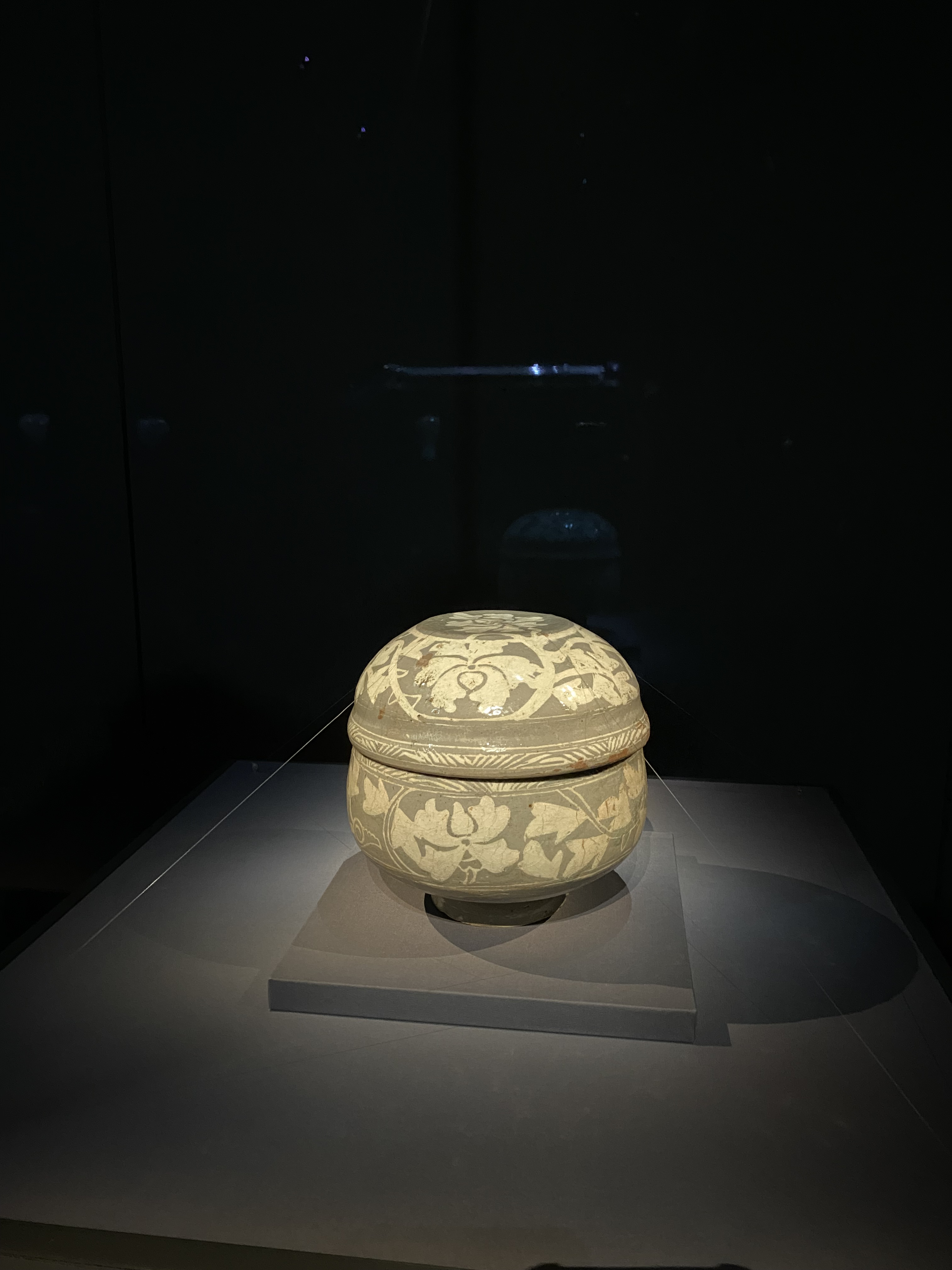
분청사기상감모란문합
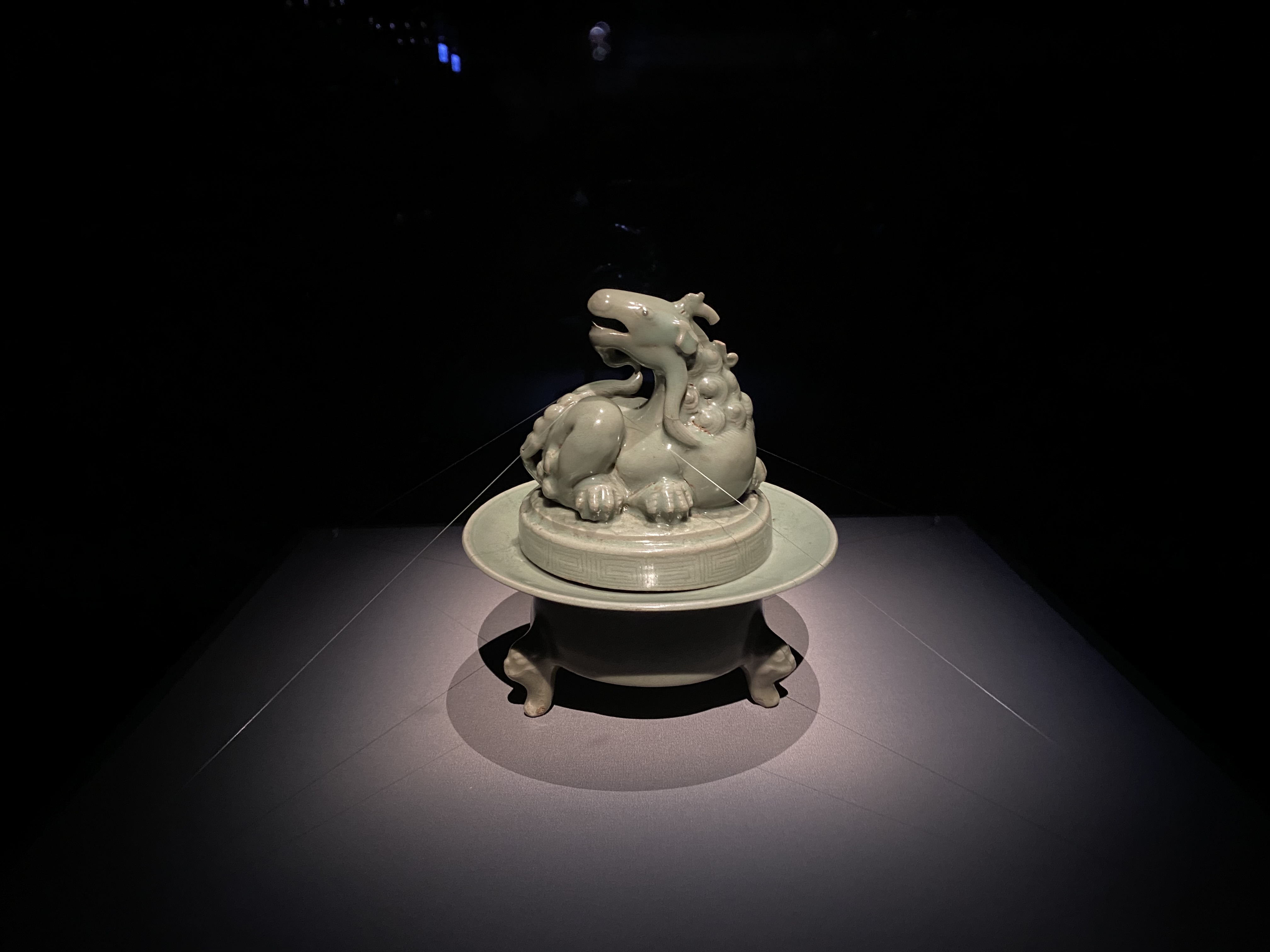
청자기린유개향로
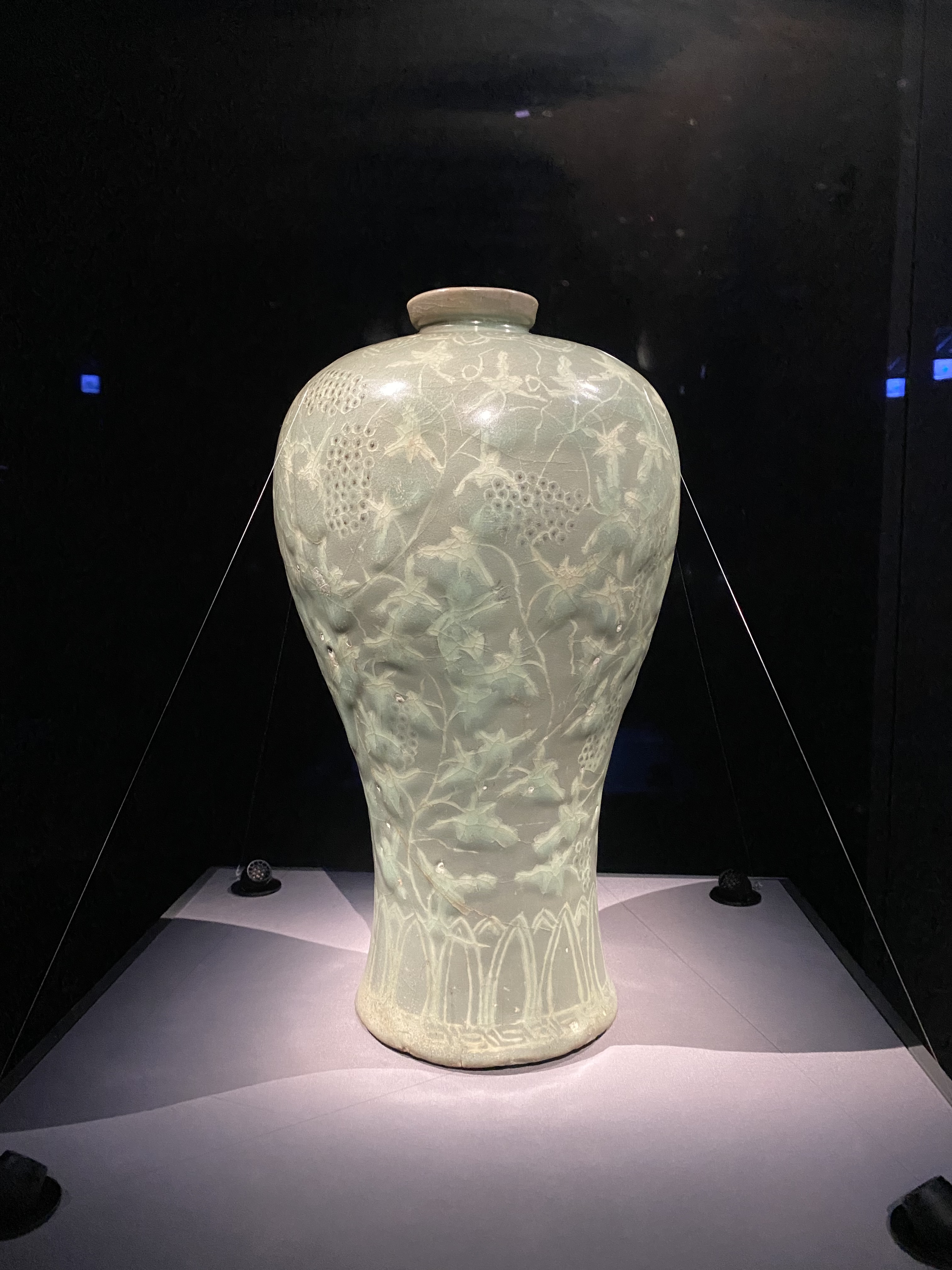
청자상감포도동자문매병
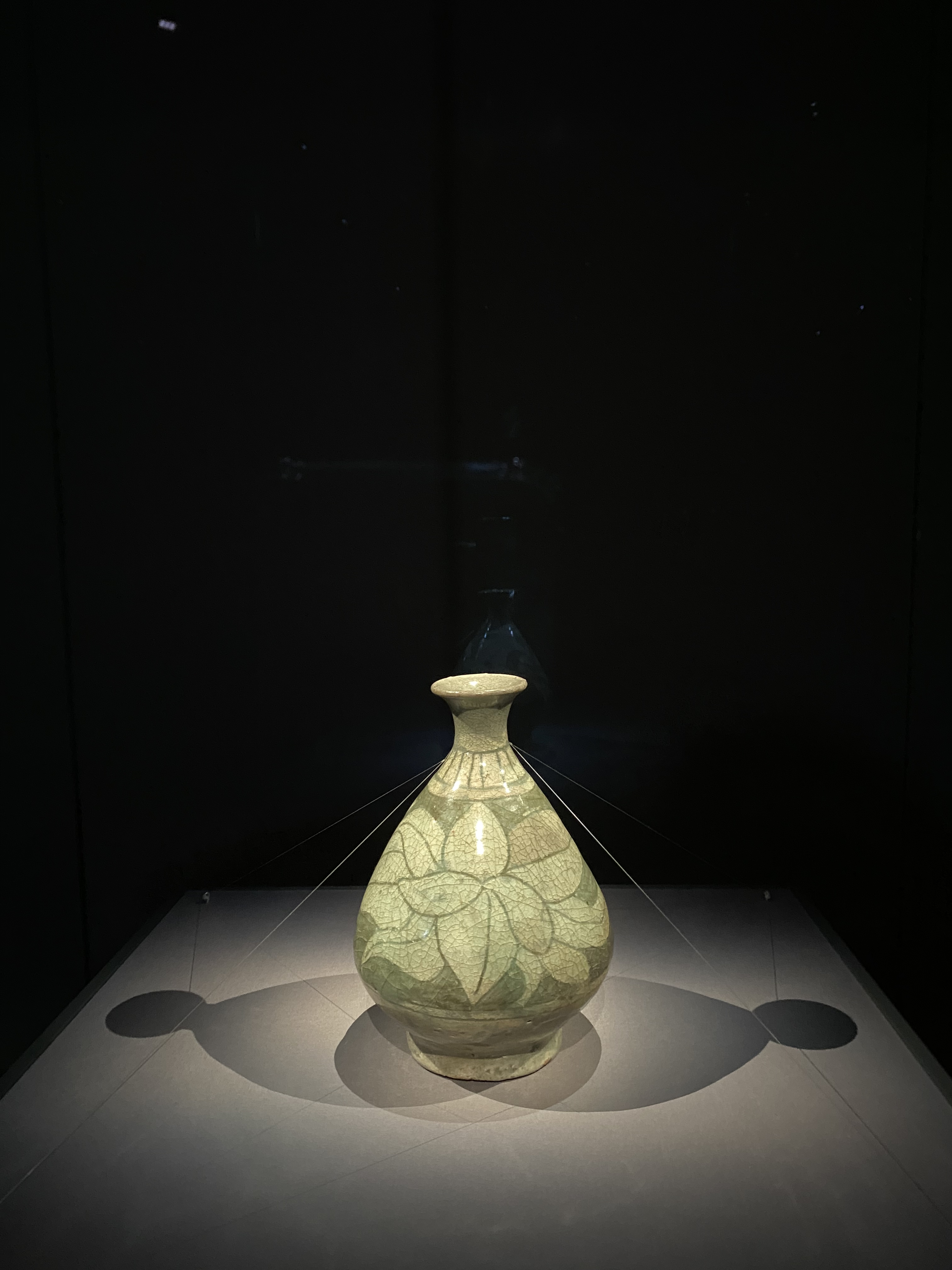
분청사기박지절채연화문병

산수화조도첩
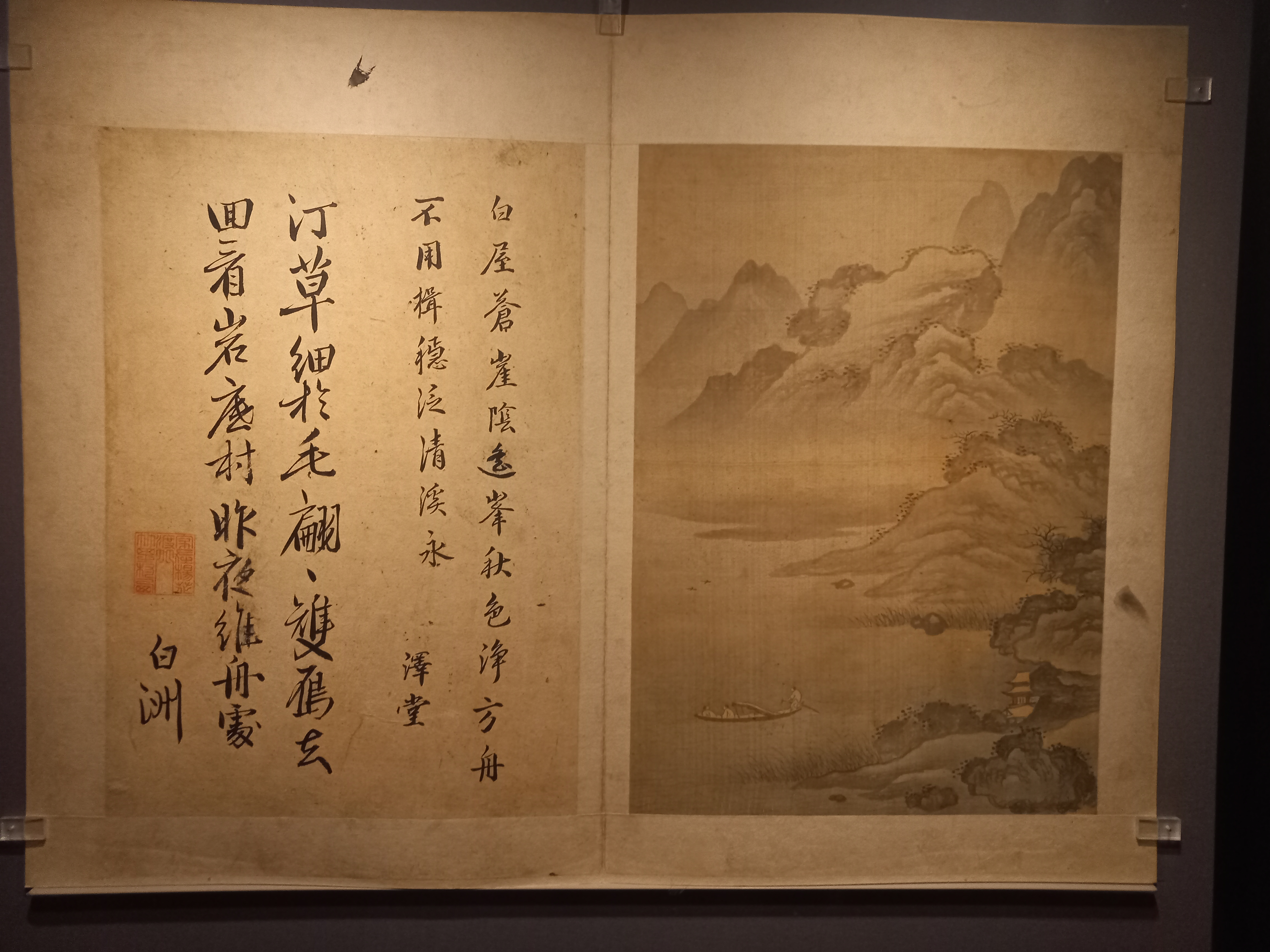
침계주법
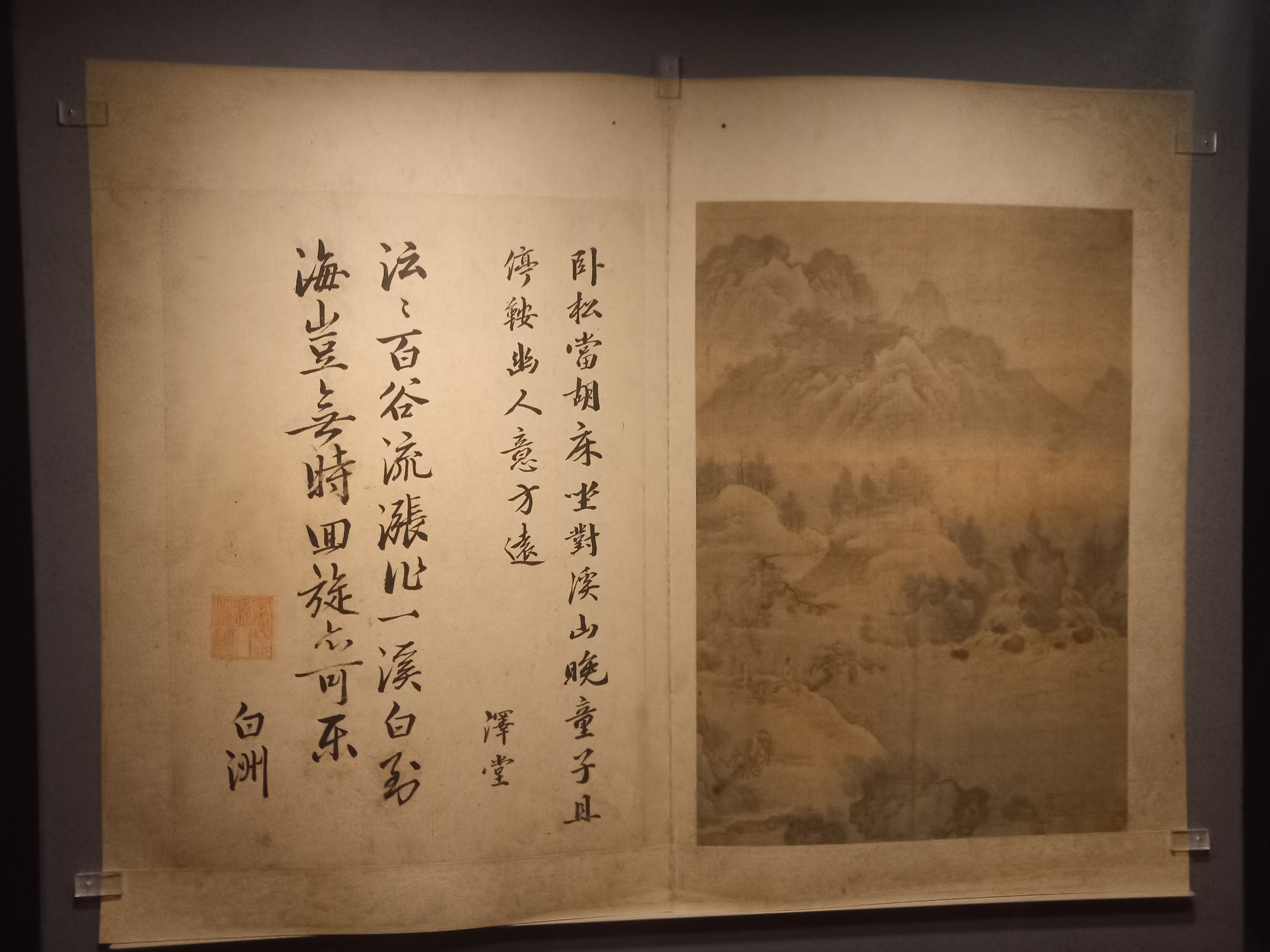
좌송완수

삼청첩
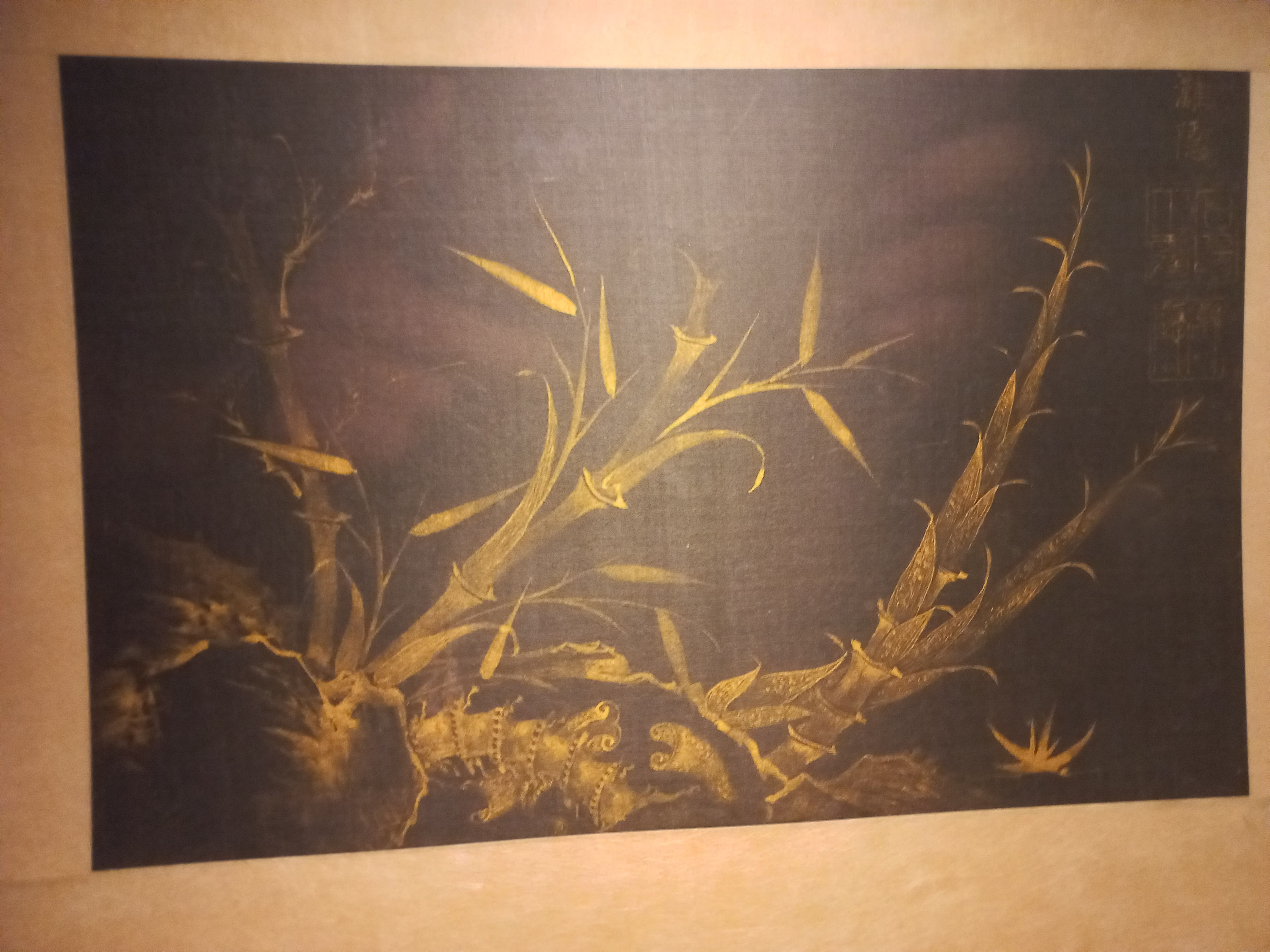
순죽
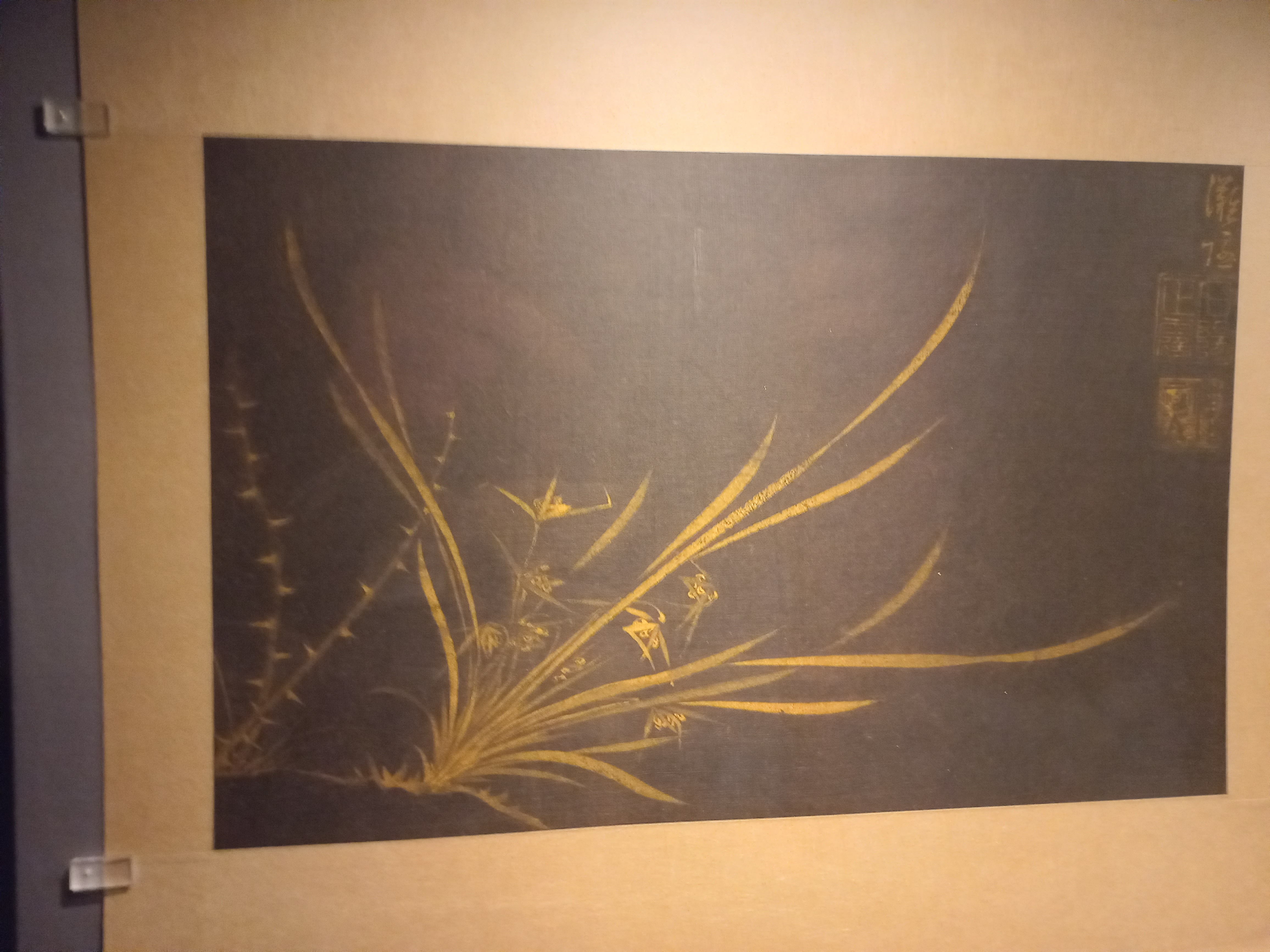
형란

난맹첩
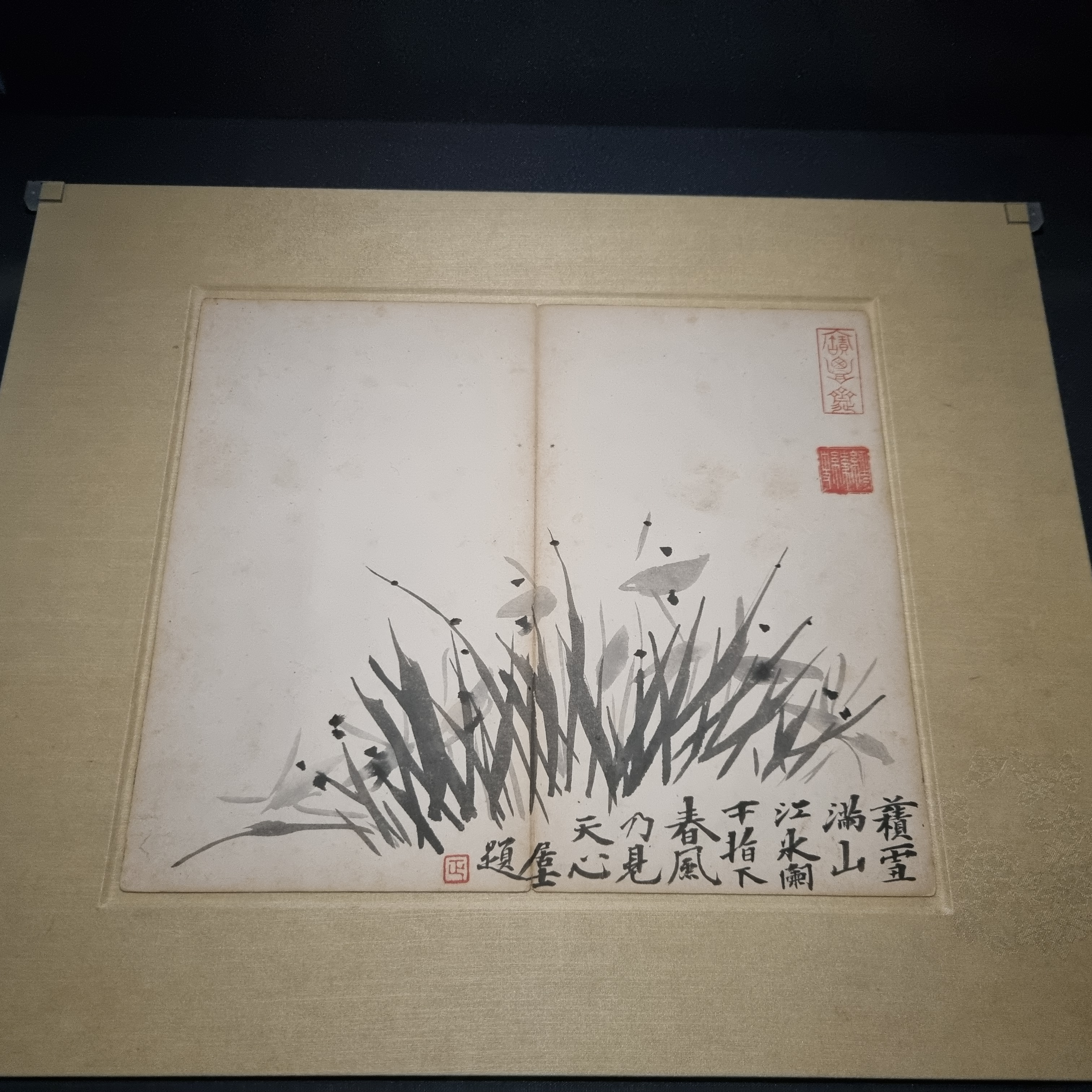
적설만산
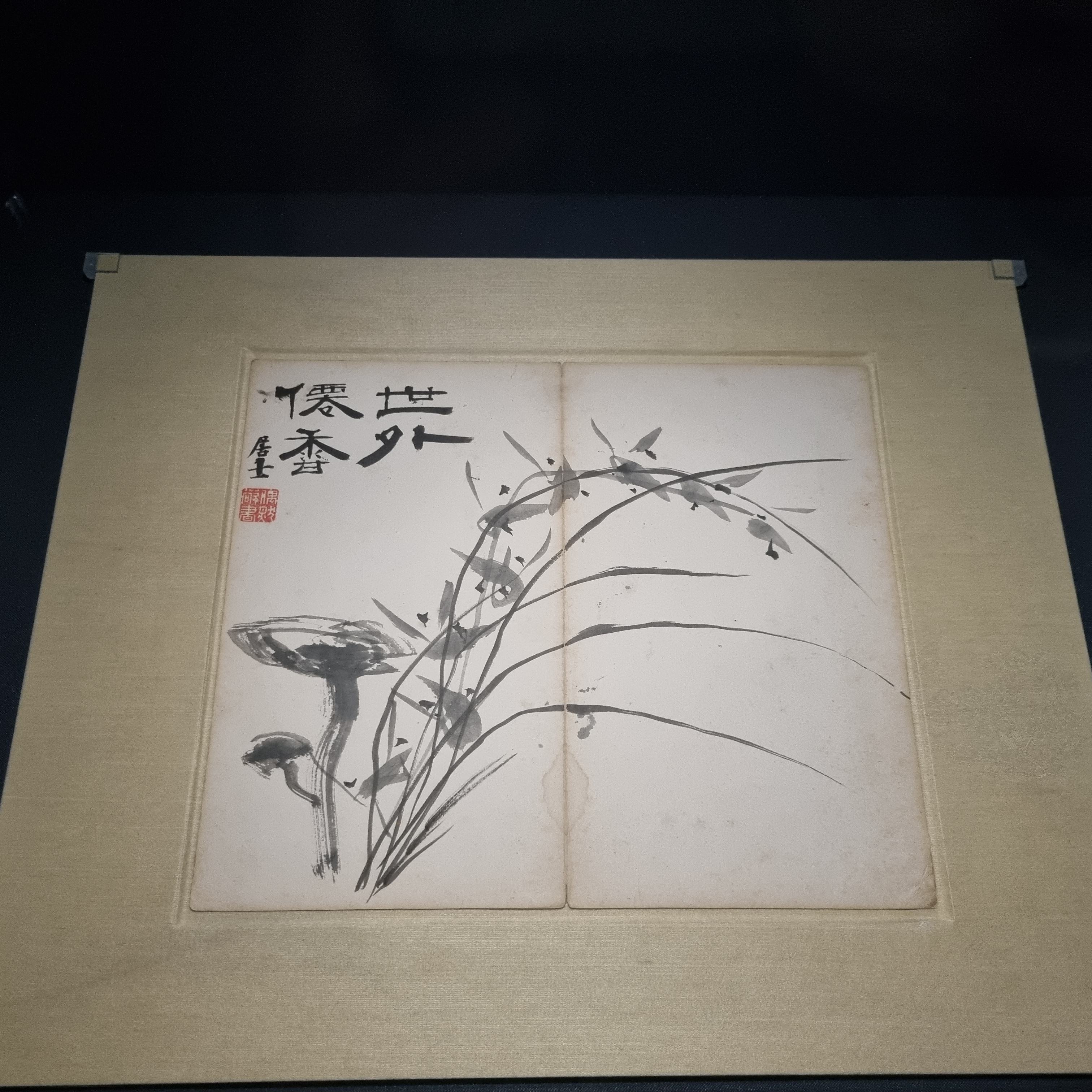
세외선향
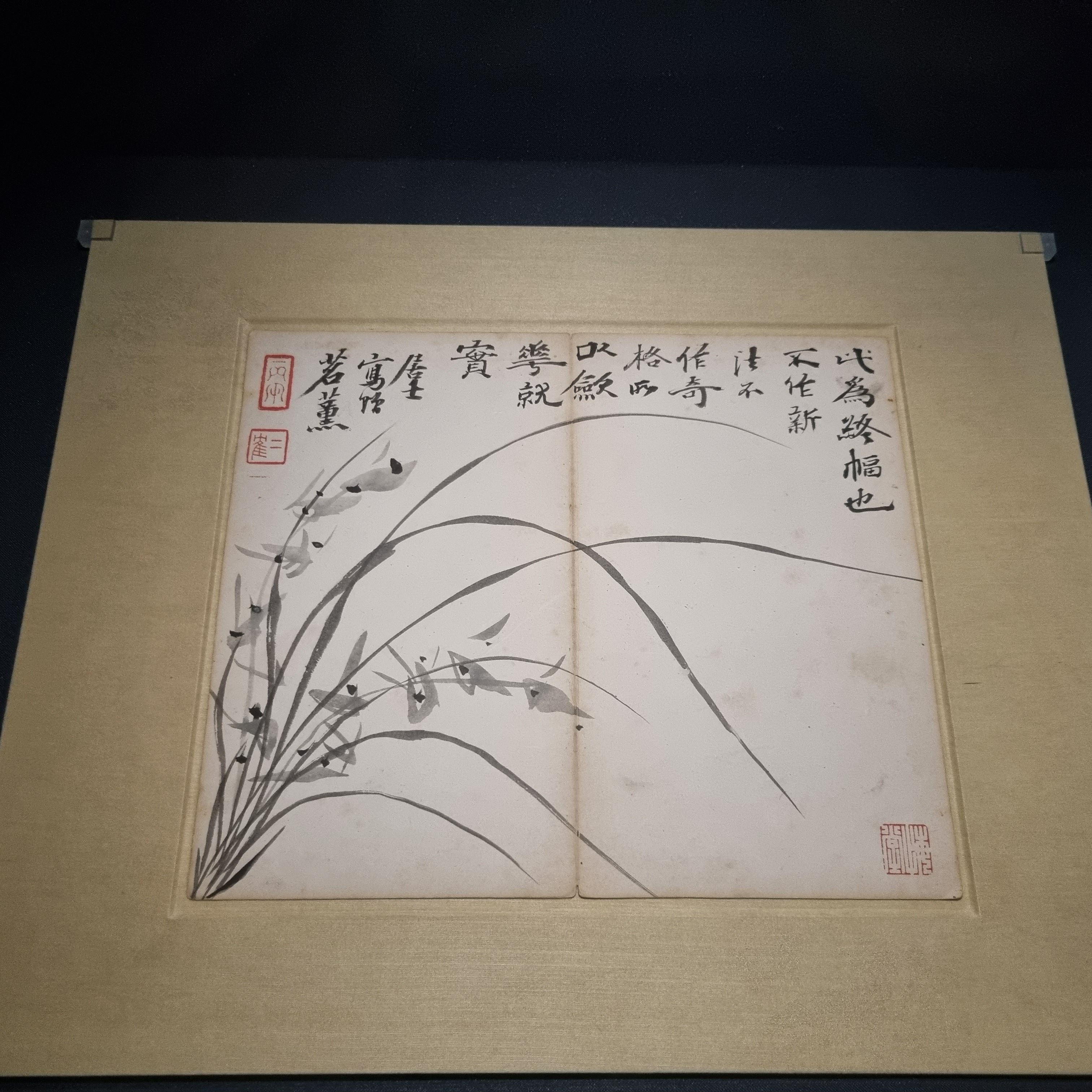
염화취실
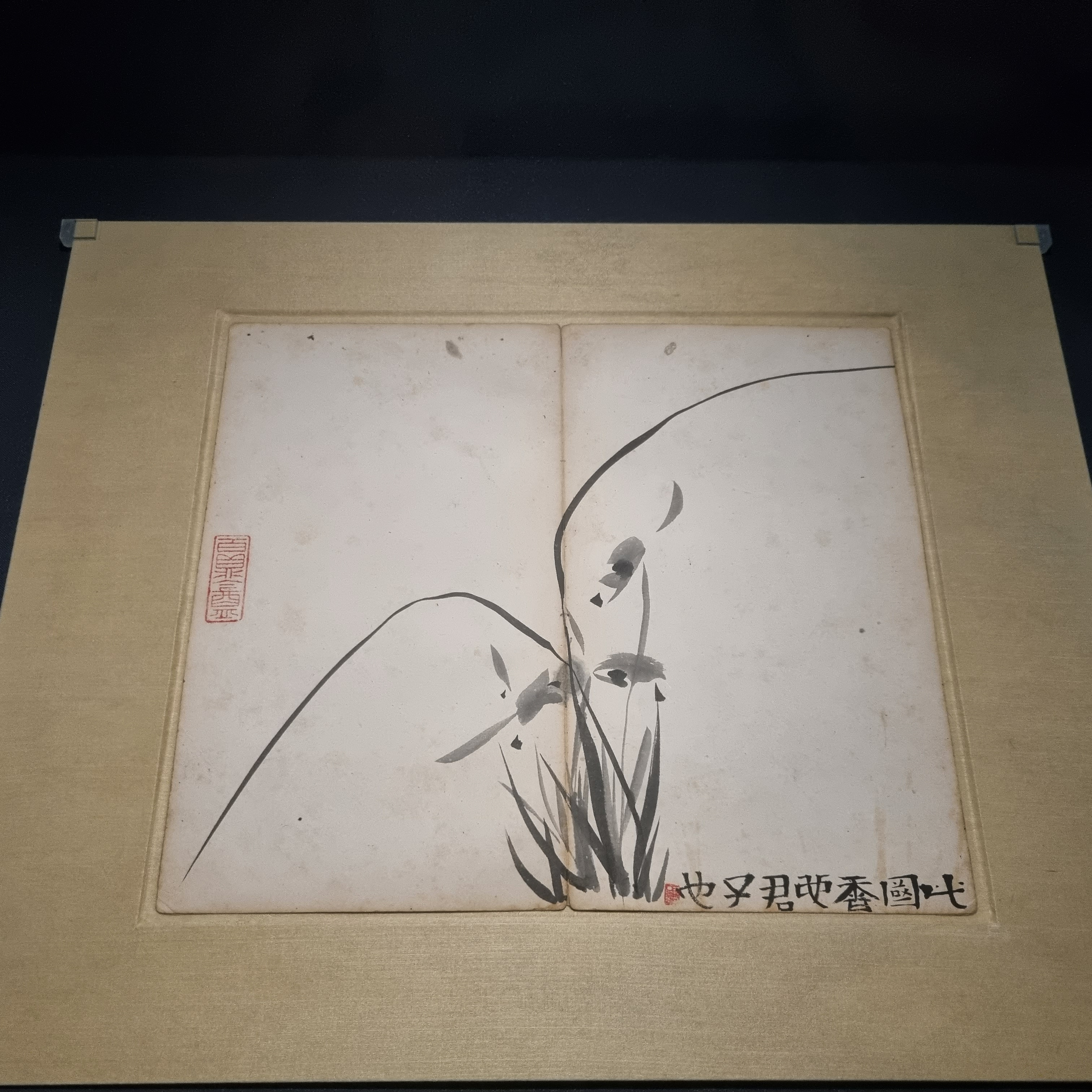
국향군자

- 동래선생교정북사상절

- 동국정운

- 계미명금동삼존불입상

- 추사 김정희의 서예
- 차호호공
- 대팽고회
- 서원교필결후

- 긍재전신첩
- 야장단련
- 송화기승
- 주중가효
- 밀희투전
- 야묘도추
- 성하직구

- 도예품
- 분청사기상감모란문합
- 청자기린유개향로
- 청자상감포도동자문매병
- 분청사기박지절채연화문병